# Gran Premio del Canada 1981
Il Gran Premio del Canada 1981 è stata la quattordicesima prova della stagione 1981 del Campionato mondiale di Formula 1. Si è corsa domenica 27 settembre 1981 sul Circuito di Montréal. La gara è stata vinta dal francese Jacques Laffite su Ligier-Matra; per il vincitore si trattò del sesto, e ultimo, successo nel mondiale. Fu anche il terzo, e ultimo, successo per una vettura motorizzata Matra. Ha preceduto sul traguardo il britannico John Watson su McLaren-Ford Cosworth e il canadese Gilles Villeneuve su Ferrari.
Grazie ai risultati di questo gran premio la Williams si aggiudicò per la seconda volta il titolo mondiale per i costruttori.

## Vigilia

### Sviluppi futuri
Una nuova bozza del calendario 1982 venne delineata, senza però ancora l'avallo ufficiale della Federazione Internazionale Sport Automobilistico. Venivano depennati i gran premi di Spagna e d'Austria (il primo per i problemi sorti con gli organizzatori locali nelle ultime due edizioni, il secondo per il sopraggiungere di difficoltà economiche), sostituiti dalle due "riserve": il Gran Premio di San Marino a Imola (con ciò Monza avrebbe mantenuto il Gran Premio d'Italia) e il Gran Premio di Svizzera, da disputarsi sul Circuito francese di Digione. Veniva inoltre introdotto un nuovo gran premio da correre a Detroit, mentre gli organizzatori del Gran Premio del Sudafrica avevano 15 giorni per regolare la loro posizione. In mancanza di ciò la gara sarebbe stata sostituita col Gran Premio d'Australia.
A metà settembre Niki Lauda testò una McLaren presso il circuito inglese di Donington Park. Il due volte campione del mondo, che aveva abbandonato la Formula 1 nel corso delle prove dell'edizione 1979 proprio del GP del Canada, sembrò vicino al ritorno nel mondiale per la stagione 1982. Lauda ottenne un tempo di circa un secondo più alto di quanto ottenuto dal pilota titolare della McLaren John Watson, impegnato nello stesso test. Viceversa il campione del mondo in carica, l'australiano Alan Jones, annunciò la sua intenzione di ritirarsi dalle corse a fine stagione. Al suo posto, alla Williams, si prospettò l'arrivo del ferrarista Didier Pironi, che però era legato da un contratto con la scuderia italiana per tutto il 1982. Intanto venne dato per certo il passaggio di Elio De Angelis alla Alfa Romeo.

### Analisi per il campionato piloti
Carlos Reutemann comandava con 3 punti di margine su Nelson Piquet; più staccati, ma ancora matematicamente in corsa per il titolo, erano Alan Jones e Alain Prost, con 12 punti di distacco, e Jacques Laffite, a 15. Nessun pilota aveva più da scartare nessun risultato.
Reutemann si sarebbe laureato campione del mondo se avesse vinto e Nelson Piquet non fosse giunto meglio di quinto. In casi infatti di quarto posto il brasiliano avrebbe ancora potuto pareggiare i punti dell'argentino in caso di vittoria nell'ultima gara, e avrebbe vinto il titolo per un numero maggiore di successi.

### Analisi per il campionato costruttori
La Williams-Ford Cosworth guidava la classifica con 29 punti di margine sulla Brabham-Ford Cosworth, aveva lo stesso numero di vittorie ma un più alto numero di secondi posti. Per tale ragione alla scuderia di Frank Williams bastava, per vincere il secondo titolo consecutivo, cogliere due punti o che la Brabham non facesse primo e secondo.

### Aspetti tecnici
L'Osella fornì a Jean-Pierre Jarier una vettura modello FA1C, mentre Beppe Gabbiani proseguì con la FA1B.

### Aspetti sportivi
L'Arrows sostituì, per i due ultimi gran premi stagionali, Siegfried Stohr con il fratello di Gilles Villeneuve, Jacques. Quest'ultimo, all'esordio nella massima formula, aveva vinto nel 1980 la Formula Atlantic, ed era in testa al campionato anche per il 1981. L'ultima coppia di fratelli ad aver corso in Formula 1 erano stati Ian e Jody Scheckter nel Gran Premio del Canada 1977.
Al giovedì i piloti e le vetture del campionato vennero fatti sfilare per il centro di Montréal su appositi furgoni allestiti per l'occasione.

## Qualifiche

### Resoconto
Nella prima giornata di prove il più veloce fu Nelson Piquet su Brabham che chiuse in 1'29"21, solo quattro decimi meglio di Carlos Reutemann, il leader della classifica piloti. Le Renault che avevano dominato le qualifiche degli ultimi gran premi furono deludenti. Riscontrarono dei problemi le Ferrari e le Alfa Romeo con Didier Pironi che fu anche protagonista di un'uscita di pista.
Al sabato nessuno fu capace di battere il tempo di Piquet, che così conquistò la sesta pole della carriera. Il brasiliano interruppe una striscia di ben 6 pole consecutive per la Renault e di 7 pole per i piloti francesi. La prima fila fu completata da Carlos Reutemann che abbassò il tempo del venerdì senza però battere quello di Piquet. L'argentino protestò con Piquet per averlo rallentato durante le qualifiche. Gilles Villeneuve uscì di pista a 275 km/h ma rimase illeso.

### Risultati
I risultati delle qualifiche furono i seguenti:
| Pos | Nº | Pilota                 | Costruttore              | Tempo    | Griglia |
| --- | -- | ---------------------- | ------------------------ | -------- | ------- |
| 1   | 5  | Nelson Piquet          | Brabham-Ford Cosworth    | 1'29"211 | 1       |
| 2   | 2  | Carlos Reutemann       | Williams-Ford Cosworth   | 1'29"359 | 2       |
| 3   | 1  | Alan Jones             | Williams-Ford Cosworth   | 1'29"728 | 3       |
| 4   | 15 | Alain Prost            | Renault                  | 1'29"908 | 4       |
| 5   | 12 | Nigel Mansell          | Lotus-Ford Cosworth      | 1'29"997 | 5       |
| 6   | 6  | Héctor Rebaque         | Brabham-Ford Cosworth    | 1'30"182 | 6       |
| 7   | 11 | Elio De Angelis        | Lotus-Ford Cosworth      | 1'30"231 | 7       |
| 8   | 16 | René Arnoux            | Renault                  | 1'30"232 | 8       |
| 9   | 7  | John Watson            | McLaren-Ford Cosworth    | 1'30"566 | 9       |
| 10  | 26 | Jacques Laffite        | Ligier-Matra             | 1'30"705 | 10      |
| 11  | 27 | Gilles Villeneuve      | Ferrari                  | 1'31"115 | 11      |
| 12  | 28 | Didier Pironi          | Ferrari                  | 1'31"350 | 12      |
| 13  | 8  | Andrea De Cesaris      | McLaren-Ford Cosworth    | 1'31"507 | 13      |
| 14  | 3  | Eddie Cheever          | Tyrrell-Ford Cosworth    | 1'31"547 | 14      |
| 15  | 23 | Bruno Giacomelli       | Alfa Romeo               | 1'31"600 | 15      |
| 16  | 22 | Mario Andretti         | Alfa Romeo               | 1'31"740 | 16      |
| 17  | 25 | Patrick Tambay         | Ligier-Matra             | 1'31"747 | 17      |
| 18  | 29 | Riccardo Patrese       | Arrows-Ford Cosworth     | 1'31"969 | 18      |
| 19  | 33 | Marc Surer             | Theodore-Ford Cosworth   | 1'32"253 | 19      |
| 20  | 17 | Derek Daly             | March-Ford Cosworth      | 1'32"305 | 20      |
| 21  | 9  | Slim Borgudd           | ATS-Ford Cosworth        | 1'32"652 | 21      |
| 22  | 4  | Michele Alboreto       | Tyrrell-Ford Cosworth    | 1'32"709 | 22      |
| 23  | 32 | Jean-Pierre Jarier     | Osella-Ford Cosworth     | 1'33"432 | 23      |
| 24  | 14 | Eliseo Salazar         | Ensign-Ford Cosworth     | 1'33"848 | 24      |
| NQ  | 20 | Keke Rosberg           | Fittipaldi-Ford Cosworth | 1'34"310 | NQ      |
| NQ  | 21 | Chico Serra            | Fittipaldi-Ford Cosworth | 1'36"546 | NQ      |
| NQ  | 35 | Brian Henton           | Toleman-Hart             | 1'36"648 | NQ      |
| NQ  | 30 | Jacques Villeneuve Sr. | Arrows-Ford Cosworth     | 1'36"729 | NQ      |
| NQ  | 36 | Derek Warwick          | Toleman-Hart             | 1'36"999 | NQ      |
| NQ  | 31 | Beppe Gabbiani         | Osella-Ford Cosworth     | 1'37"493 | NQ      |

## Gara

### Resoconto
Il Gran Premio rischiò di non effettuarsi. Gli organizzatori della gara, infatti, aveva concluso un accordo per assicurare la gara per un importo di 5 milioni di dollari, contro i 12 usuali. I team più vicini alla FISA (tra cui Ferrari, Renault e Alfa Romeo) chiesero che venisse coperto l'intero valore usuale. Il presidente della FISA Jean-Marie Balestre e le scuderie legate alla FOCA accettarono un nuovo accordo che però non copriva i danni che si sarebbero verificati ai box. Tale soluzione però non era accettata dagli altri team. L'arrivo della pioggia, e la necessità per i piloti di scaldare gli pneumatici, portò a un ritardo nella partenza della gara, che venne posticipata prima alle 15 poi alle 15:35. Vi fu comunque il rischio che il gran premio, potendo essere considerato non perfettamente regolare, potesse essere poi non considerato valido per il Mondiale.
La gara iniziò comunque sotto una forte pioggia. Davanti si posero le due Williams con Alan Jones che resistette al tentativo di sorpasso del suo compagno di scuderia Carlos Reutemann; terzo era Alain Prost, mentre René Arnoux uscì di pista in seguito ad una toccata con Dider Pironi. Arnoux fu costretto al ritiro, mentre Didier Pironi perse numerose posizioni. Piquet recuperò, già nel corso del primo giro, la seconda posizione, mentre Reutemann, in difficoltà, scese fino al quinto posto, superato anche da Elio De Angelis. In poche tornate l'argentino sprofondò in classifica fino al ventunesimo posto.
Le vetture gommate Michelin sembravano avere un migliore passo: al settimo giro Nelson Piquet passò in testa ma venne presto superato da Alain Prost. Dietro al pilota della Renault rinvennero Jacques Laffite e Gilles Villeneuve. Come Reutemann, anche Jones scese in classifica, lontano dalla zona dei punti, a causa di un testacoda. Dopo dieci giri Prost comandava davanti a Laffite, Villeneuve, John Watson e Nelson Piquet, primo pilota con le Goodyear. Seguivano poi Didier Pironi e le due Lotus.
Al tredicesimo giro Laffite superò Prost all'Epingle. Nei giri successivi Prost venne passato sia da Villeneuve che da Watson. Al 19º giro Pironi passò Piquet e, al 22º giro, anche lui Prost, entrando al quarto posto. La gara del ferrarista s'interruppe al giro 25 per un problema elettrico. Entrava in zona punti Derek Daly della March.
Si fece avanti Bruno Giacomelli (anche lui con gomme Michelin) che prima passò Daly e poi, al giro 36, anche Nelson Piquet. Due giri dopo Watson passò Villeneuve per la terza posizione. Il canadese, nel tentativo di doppiare Elio De Angelis, toccò la vettura del pilota romano, danneggiando ulteriormente l'ala anteriore già danneggiata (probabilmente nell'incidente di Arnoux alla partenza).
La pioggia calò d'intensità fino a smettere, tanto da consentire alla pista di asciugarsi. Al quarantanovesimo passaggio Nigel Mansell compì un'escursione fuori pista, danneggiando l'alettone posteriore della sua vettura. Rimesso in pista dai commissari, quando giunse al tornantino, si spostò in traiettoria, non curandosi del sopraggiunto Prost; i due si tamponarono e si ritirarono. Ora la gara vedeva in testa sempre Jacques Laffite seguito da John Watson, Gilles Villeneuve, poi Bruno Giacomelli, Nelson Piquet e Andrea De Cesaris. Quest'ultimo, nel tentativo di passare Piquet, andò in testacoda e fu costretto all'abbandono.
Al giro 54 l'ala anteriore di Villeneuve si ribaltò definitivamente all'indietro. Dopo tre giri in cui il pilota del Cavallino Rampante guidò praticamente senza visuale, l'alettone si staccò completamente, Villeneuve dette prova di ottima guida e riuscì a giungere terzo, favorito dal fatto che, al raggiungimento delle due ore regolamentari, la gara venne dichiarata conclusa con la vittoria di Jacques Laffite, alla sua sesta e ultima vittoria nel mondiale.
La Williams-Ford Cosworth, pur senza portare vetture a punti, conquistò il secondo mondiale costruttori della sua storia, dopo quello della stagione precedente.
Solo Piquet e Laffite potevano ancora strappare il titolo piloti a Carlos Reutemann. la ligier dovrà aspettare 15 anni dopo nel 1996 per ritornare alla vittoria con Oliver panis a monaco.

### Risultati
I risultati del gran premio furono i seguenti:
| Pos | No | Pilota                 | Costruttore              | Giri | Tempo/Ritiro              | Pos. Griglia | Punti |
| --- | -- | ---------------------- | ------------------------ | ---- | ------------------------- | ------------ | ----- |
| 1   | 26 | Jacques Laffite        | Ligier-Matra             | 63   | 2h01'25"20                | 10           | 9     |
| 2   | 7  | John Watson            | McLaren-Ford Cosworth    | 63   | + 6"23                    | 9            | 6     |
| 3   | 27 | Gilles Villeneuve      | Ferrari                  | 63   | + 1'50"27                 | 11           | 4     |
| 4   | 23 | Bruno Giacomelli       | Alfa Romeo               | 62   | + 1 giro                  | 15           | 3     |
| 5   | 5  | Nelson Piquet          | Brabham-Ford Cosworth    | 62   | + 1 giro                  | 1            | 2     |
| 6   | 11 | Elio De Angelis        | Lotus-Ford Cosworth      | 62   | + 1 giro                  | 7            | 1     |
| 7   | 22 | Mario Andretti         | Alfa Romeo               | 62   | + 1 giro                  | 16           |       |
| 8   | 17 | Derek Daly             | March-Ford Cosworth      | 61   | + 2 giri                  | 20           |       |
| 9   | 33 | Marc Surer             | Theodore-Ford Cosworth   | 61   | + 2 giri                  | 19           |       |
| 10  | 2  | Carlos Reutemann       | Williams-Ford Cosworth   | 60   | + 3 giri                  | 2            |       |
| 11  | 4  | Michele Alboreto       | Tyrrell-Ford Cosworth    | 59   | + 4 giri                  | 22           |       |
| 12  | 3  | Eddie Cheever          | Tyrrell-Ford Cosworth    | 56   | Motore                    | 14           |       |
| Rit | 8  | Andrea De Cesaris      | McLaren-Ford Cosworth    | 51   | Testacoda                 | 13           |       |
| Rit | 15 | Alain Prost            | Renault                  | 48   | Collisione con N. Mansell | 4            |       |
| Rit | 12 | Nigel Mansell          | Lotus-Ford Cosworth      | 45   | Collisione con A. Prost   | 5            |       |
| Rit | 9  | Slim Borgudd           | ATS-Ford Cosworth        | 40   | Testacoda                 | 21           |       |
| Rit | 6  | Héctor Rebaque         | Brabham-Ford Cosworth    | 35   | Testacoda                 | 6            |       |
| Rit | 32 | Jean-Pierre Jarier     | Osella-Ford Cosworth     | 26   | Collisione con S. Borgudd | 23           |       |
| Rit | 1  | Alan Jones             | Williams-Ford Cosworth   | 24   | Tenuta di strada          | 3            |       |
| Rit | 28 | Didier Pironi          | Ferrari                  | 24   | Iniezione                 | 12           |       |
| Rit | 14 | Eliseo Salazar         | Ensign-Ford Cosworth     | 8    | Testacoda                 | 24           |       |
| Rit | 25 | Patrick Tambay         | Ligier-Matra             | 6    | Testacoda                 | 17           |       |
| Rit | 29 | Riccardo Patrese       | Arrows-Ford Cosworth     | 6    | Testacoda                 | 18           |       |
| Rit | 16 | René Arnoux            | Renault                  | 0    | Collisione con D. Pironi  | 8            |       |
| NQ  | 20 | Keke Rosberg           | Fittipaldi-Ford Cosworth |      |                           |              |       |
| NQ  | 21 | Chico Serra            | Fittipaldi-Ford Cosworth |      |                           |              |       |
| NQ  | 35 | Brian Henton           | Toleman-Hart             |      |                           |              |       |
| NQ  | 30 | Jacques Villeneuve Sr. | Arrows-Ford Cosworth     |      |                           |              |       |
| NQ  | 36 | Derek Warwick          | Toleman-Hart             |      |                           |              |       |
| NQ  | 31 | Beppe Gabbiani         | Osella-Ford Cosworth     |      |                           |              |       |

## Classifiche

### Piloti
| Pos. | Pilota            | Punti |
| ---- | ----------------- | ----- |
| 1    | Carlos Reutemann  | 49    |
| 2    | Nelson Piquet     | 48    |
| 3    | Jacques Laffite   | 43    |
| 4    | Alain Prost       | 37    |
| 5    | Alan Jones        | 37    |
| 6    | John Watson       | 27    |
| 7    | Gilles Villeneuve | 25    |
| 8    | Elio De Angelis   | 14    |
| 9    | René Arnoux       | 11    |
| 10   | Héctor Rebaque    | 11    |
| 11   | Riccardo Patrese  | 10    |
| 12   | Eddie Cheever     | 10    |
| 13   | Didier Pironi     | 9     |
| 14   | Nigel Mansell     | 5     |
| 15   | Marc Surer        | 4     |
| 16   | Mario Andretti    | 3     |
| 17   | Bruno Giacomelli  | 3     |
| 18   | Patrick Tambay    | 1     |
| =    | Andrea De Cesaris | 1     |
| =    | Slim Borgudd      | 1     |
| =    | Eliseo Salazar    | 1     |

### Costruttori
| Pos. | Team                   | Punti |
| ---- | ---------------------- | ----- |
| 1    | Williams-Ford Cosworth | 86    |
| 2    | Brabham-Ford Cosworth  | 59    |
| 3    | Renault                | 48    |
| 4    | Ligier-Matra           | 43    |
| 5    | Ferrari                | 34    |
| 6    | McLaren-Ford Cosworth  | 28    |
| 7    | Lotus-Ford Cosworth    | 19    |
| 8    | Arrows-Ford Cosworth   | 10    |
| 9    | Tyrrell-Ford Cosworth  | 10    |
| 10   | Alfa Romeo             | 6     |
| 11   | Ensign-Ford Cosworth   | 5     |
| 12   | Theodore-Ford Cosworth | 1     |
| =    | ATS-Ford Cosworth      | 1     |